# Tiberio Sempronio Longo (cónsul 194 a. C.)
Tiberio Sempronio Longo (en latín, Tiberius Sempronius Longus ) fue un político y militar de la República romana que ocupó el consulado en el año 194 a. C. y fue candidato a la censura en 184 a. C.

## Carrera política
Hijo del consular homónimo Tiberio Sempronio Longo, parece haber sido elegido decemvir sacris faciundis en lugar de su padre en 210 a. C., y también augur en el mismo año, en lugar de Tito Otacilio Craso. 
Tito Livio habla de un augur y decemvir llamado Ti. Sempronio Ti f. Longo, y aunque es bastante extraño que él hubiera obtenido el augurado antes de haber obtenido alguna de las magistraturas superiores, debemos suponer que debe ser la misma persona, ya que Tito Livio da su nombre con mucha precisión, y no existen registros de ninguna otra persona del mismo nombre en esta época. 
Fue tribuno de la plebe en el año 210 a. C., edil curul en 197 a. C., y en el mismo año es nombrado como uno de los triumviri para el establecimiento de colonias en Puteoli, Buxentum, y varios otros lugares en Italia; pretor en 196 a. C., con Sardinia como su provincia, donde permaneció el año siguiente, y cónsul en 194 a. C. con Escipión el Africano. 
En su consulado asistió como triunviro en la fundación de las colonias que habían sido determinadas en el año 197 a. C., y luchó contra los boyos con dudoso éxito. Al año siguiente de su consulado, 193 a. C., se desempeñó como legado del cónsul Lucio Cornelio Mérula, en su campaña contra los boios, y en 191 a. C. sirvió como legado del cónsul Manio Acilio Glabrión, en su campaña contra Antíoco en Grecia. En 184 a. C. fue uno de los candidatos posibles a la censura.
Murió en el año 174 a. C.